# Comuna Vinga, Arad
Vinga (în maghiară: Vinga, în germană: Winga, in sârbă Винга) este o comună în județul Arad, Banat, România, formată din satele Mailat, Mănăștur și Vinga (reședința).

## Demografie
Componența etnică a comunei Vinga
     Români (58,51%)
     Maghiari (13,53%)
     Romi (7,56%)
     Bulgari (5,8%)
     Slovaci (2,02%)
     Alte etnii (1,61%)
     Necunoscută (10,96%)
Componența confesională a comunei Vinga
     Ortodocși (55,71%)
     Romano-catolici (22,06%)
     Penticostali (6,12%)
     Reformați (1,68%)
     Baptiști (1,15%)
     Alte religii (1,86%)
     Necunoscută (11,43%)
Conform recensământului efectuat în 2021, populația comunei Vinga se ridică la 6.083 de locuitori, în scădere față de recensământul anterior din 2011, când fuseseră înregistrați 6.150 de locuitori. Majoritatea locuitorilor sunt români (58,51%), cu minorități de maghiari (13,53%), romi (7,56%), bulgari (5,8%) și slovaci (2,02%), iar pentru 10,96% nu se cunoaște apartenența etnică. Din punct de vedere confesional, majoritatea locuitorilor sunt ortodocși (55,71%), cu minorități de romano-catolici (22,06%), penticostali (6,12%), reformați (1,68%) și baptiști (1,15%), iar pentru 11,43% nu se cunoaște apartenența confesională.

## Politică și administrație
Comuna Vinga este administrată de un primar și un consiliu local compus din 15 consilieri. Primarul, Ioan Negrei[*], de la Partidul Național Liberal, este în funcție din 2012. Începând cu alegerile locale din 2024, consiliul local are următoarea componență pe partide politice:
|  | Partid                                 | Consilieri | Componența Consiliului | Componența Consiliului | Componența Consiliului | Componența Consiliului | Componența Consiliului | Componența Consiliului |
|  | -------------------------------------- | ---------- | ---------------------- | ---------------------- | ---------------------- | ---------------------- | ---------------------- | ---------------------- |
|  | Partidul Național Liberal              | 6          |                        |                        |                        |                        |                        |                        |
|  | Uniunea Bulgară din Banat- România     | 3          |                        |                        |                        |                        |                        |                        |
|  | Partidul Puterii Umaniste              | 2          |                        |                        |                        |                        |                        |                        |
|  | Uniunea Democrată Maghiară din România | 2          |                        |                        |                        |                        |                        |                        |
|  | Alianța pentru Unirea Românilor        | 1          |                        |                        |                        |                        |                        |                        |
|  | Partidul Social Democrat               | 1          |                        |                        |                        |                        |                        |                        |

## Atracții turistice
- Biserica romano-catolică din satul Vinga, construită în stil baroc, în anul 1892
- Parcul dendrologic din satul Mănăștur

## Personalități
- Ștefan Duniov⁠(en)[traduceți] (1815 - 1889), colonel în armata lui Garibaldi;
- János Török (1843 - 1892), avocat, primar al Timișoarei;
- Eusebiu Fermendžin⁠(en)[traduceți] (1845 - 1897), provincialul franciscanilor din Ungaria, membru corespondent al Academiei de Științe din Zagreb⁠(d);
- Francisc Cocoș (1910 - 1982), sportiv la lupte greco-romane;
- Titu Nicolae Gheorghiof (n. 1944), politician și parlamentar în câteva legislaturi;
- Petronela-Mihaela Csokany (n. 1978), politician.